# 锯尾钻柱兰
锯尾钻柱兰（学名：Pelatantheria ctenoglossum）为兰科钻柱兰属下的一个种。

## 扩展阅读
- 維基物種上的相關：锯尾钻柱兰